# St. Johann (Regen)

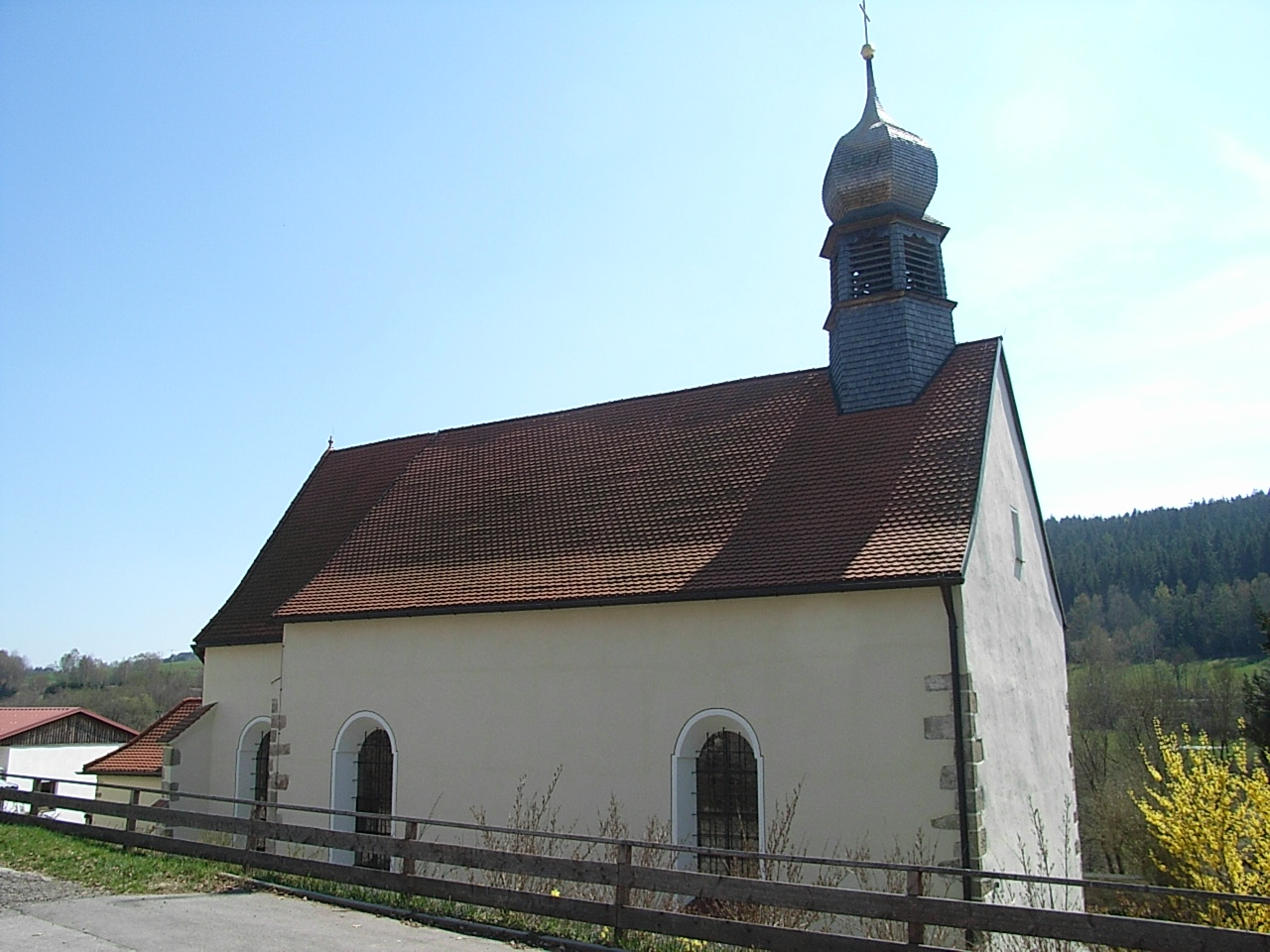
Kirche St. Johann

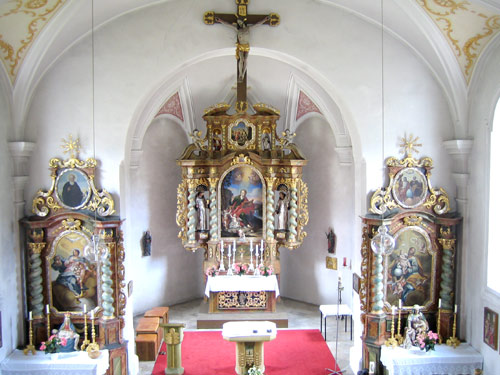
Hoch- und Seitenaltar

Die Regener Kirche St. Johann ist ein kleines barockisiertes Gotteshaus aus dem 15. Jahrhundert.

## Geschichte
Die von einer Ringmauer umgebene Filialkirche der Pfarrei St. Michael wurde etwa einen Kilometer westlich vom Zentrum Regens am Fluss Regen erbaut. Einem im Chorbogen der Kirche aufgehängten Pergamentblatt nach wurde sie 1473 im gotischen Baustil zu Ehren Johannes des Täufers und des Johannes Evangelist errichtet. Finanziert wurde sie vermutlich vom Schlossherr von Au. 1648 wurde die Pfarrkirche St. Michael während eines Angriffs der Schweden durch einen Brand zerstört. Daher wurden in der Filialkirche bis 1657 die Pfarrgottesdienste abgehalten. Im Juni 1733 wurde der ursprüngliche Altar durch einen barocken Hochaltar ersetzt. 1764 brannte nach einem Blitzeinschlag der Dachstuhl aus, das Feuer griff aber nicht auf die Inneneinrichtung über. Bei der Wiederherstellung des Dachstuhls wurde das Langhaus um einen Meter erhöht. Das gotische Portal blieb erhalten. Aus dem 18. Jahrhundert ist die Kanzel im Rokoko-Stil. 1836 wurde das Positiv durch eine gebrauchte Orgel ersetzt, die seitdem mehrmals repariert wurde. Seitdem während des Ersten Weltkrieges eine Glocke an den Staat abgeliefert werden musste besitzt die Kirche nun eine Glocke.
Als nach der Säkularisation die Pfarrei Regen neu organisiert und die Kirche als entbehrlich erklärt wurde, sollte auf Anordnung des Landgerichts die Kirche abgerissen werden. Der Abbruch wurde von den Regenern jedoch so lange hinausgezögert, bis der Beschluss wieder aufgehoben war.
Ende des Zweiten Weltkriegs wurde die Kirche beschädigt und erst Anfang der 1960er Jahre renoviert. Seitdem gab es noch drei größere Renovierungen (1974, 1977–1980 und 1999). Heute wird die Kirche für wöchentliche Sonntagsgottesdienste, Hochzeiten und Konzerte genutzt.

## Orgel

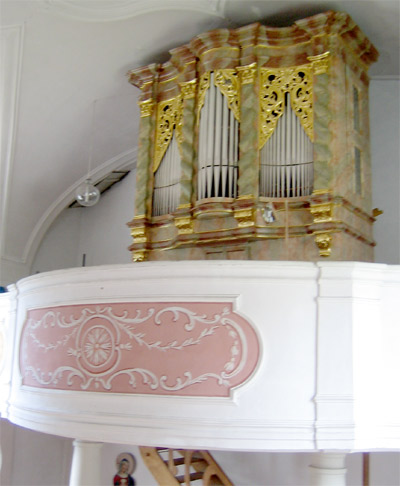
Orgel

Besondere Erwähnung verdient die historische Orgel von St. Johann – ein Instrument, das 1703 erbaut wurde. Erbauer war, der Bauart nach zu schließen, vermutlich Sebastian Wild aus Kirchenrohrbach. Zumindest das Gehäuse ist original erhalten. Bis zur Säkularisation stand sie in einer Kirche des Klosters Aldersbach. Die Pfarrei Regen kaufte sie 1836 von einem Passauer Orgelbauer. Die Orgel wurde zuletzt im Jahr 2000 durch die Orgelbaufirma Eisenbarth (Passau) restauriert. Das Instrument hat 7 Register, davon 6 als Manualregister und ein Pedalregister, und ist nach Valotti gestimmt.
| Manualwerk C–c3 |       |
| Copel           | 8′    |
| Principal       | 4′    |
| Fletten         | 4′    |
| Quint           | 2 ⁄3′ |
| Octav           | 2′    |
| Mixtur II-III   | 1 ⁄3′ |

| Pedal C–a0 |     |
| Subbaß     | 16′ |

- Koppeln: Pedalkoppel (Windkoppel)